# Федорівська сільська рада (Великобурлуцький район)
Фе́дорівська сільська́ ра́да — адміністративно-територіальна одиниця та орган місцевого самоврядування в Великобурлуцькому районі Харківської області. Адміністративний центр — селище Федорівка.

## Загальні відомості
- Федорівська сільська рада утворена 7 вересня 1989 року.
- Територія ради: 58,02 км²
- Населення ради: 1 069 осіб (станом на 2001 рік)

## Населені пункти
Сільській раді підпорядковані населені пункти:
- с-ще Федорівка
- с. Довжанка
- с-ще Миколаївка
- с-ще Курганне
- с. Слизневе

## Склад ради
Рада складається з 14 депутатів та голови.
- Голова ради: Сисоєв Сергій Миколайович
- Секретар ради: Агуреєва Людмила Юріївна

### Керівний склад попередніх скликань
| Прізвище, ім'я, по батькові | Основні відомості                                                             | Дата обрання | Дата звільнення |
| --------------------------- | ----------------------------------------------------------------------------- | ------------ | --------------- |
| Наумов Сергій Вікторович    | Сільський голова, 1965 року народження, безпартійний                          | 26.03.2006   | 06.06.2008      |
| Сисоєв Сергій Миколайович   | Сільський голова, 1968 року народження, освіта незакінчена вища, безпартійний | 30.11.2008   | 31.10.2010      |
| Сисоєв Сергій Миколайович   | Сільський голова, 1968 року народження, освіта незакінчена вища, безпартійний | 31.10.2010   |                 |

Примітка: таблиця складена за даними сайту Верховної Ради України

### Депутати
За результатами місцевих виборів 2010 року депутатами ради стали:

#### За суб'єктами висування
| Суб'єкт висування | Кількість обраних депутатів | %    |
| ----------------- | --------------------------- | ---- |
| Партія регіонів   | 9                           | 64,3 |
| Самовисування     | 5                           | 35,7 |

#### За округами
| № округу        | Прізвище, ім'я, по батькові    | Дата визнання обраним | Освіта             | Партійна приналежність | Відомості про обраного депутата                |
| --------------- | ------------------------------ | --------------------- | ------------------ | ---------------------- | ---------------------------------------------- |
| Партія регіонів |                                |                       |                    |                        |                                                |
| 1               | Білашова Ірина Вікторівна      | 05.11.2010            | вища               | член Партії регіонів   | тимчасово не працює                            |
| 3               | Шеєнко Алла Анатоліївна        | 05.11.2010            | середня            | член Партії регіонів   | Федорівська загальноосвітня школа, бібліотекар |
| 4               | Мулик Валерій Вікторович       | 05.11.2010            | середня            | член Партії регіонів   | Приколотнянський ОЕЗ, оператор                 |
| 6               | Волос Наталія Володимирівна    | 05.11.2010            | вища               | член Партії регіонів   | ПП Сокирка, реалізатор                         |
| 8               | Федорова Наталія Анатоліївна   | 05.11.2010            | вища               | член Партії регіонів   | ВАТ «Федорівське», ветлікар                    |
| 9               | Цорох Наталя Володимирівна     | 05.11.2010            | середня спеціальна | член Партії регіонів   | Федорівська с/р, інспектор с/г                 |
| 11              | Тигранян Наталя Василівна      | 05.11.2010            | вища               | член Партії регіонів   | ТОВ «Федорівське», економіст                   |
| 13              | Пушкар Надія Іванівна          | 05.11.2010            | вища               | член Партії регіонів   | Федорівська загальноосвітня школа, вчитель     |
| 14              | Ситніков Юрій Олексійович      | 05.11.2010            | середня            | член Партії регіонів   | ТОВ «Федорівське», водій                       |
| Самовисування   |                                |                       |                    |                        |                                                |
| 2               | Іванюк Світлана Борисівна      | 05.11.2010            | середня            | позапартійна           | ПП Іванюк, керівник                            |
| 5               | Агуреєва Людмила Юріївна       | 05.11.2010            | вища               | член Партії регіонів   | Федорівська сільська сільська рада, секретар   |
| 7               | Пташников Сергій Васильович    | 05.11.2010            | середня спеціальна | позапартійний          | Федорівський БК, директор                      |
| 10              | Алексєєв Володимир Миколайович | 05.11.2010            | середня            | позапартійний          |                                                |
| 12              | Сивовол Світлана Володимирівна | 05.11.2010            | середня спеціальна | позапартійна           | ТОВ «Федорівське», зав.їдальні                 |